# Lucrecia Toriz
Lucrecia Toriz (* 1867 in Orizaba, Veracruz; † 27. Januar 1962 in Río Blanco, Veracruz) war eine mexikanische Textilarbeiterin, die im Dezember 1906 und Januar 1907 am Textilarbeiterstreik von Río Blanco teilnahm. Toriz war die erste Sozialkämpferin im vorrevolutionären Mexiko, deren Geschichte dokumentiert ist, und sie gilt als eine der Vorreiterinnen der Revolution.

## Leben
Als es wegen der katastrophalen Arbeitsbedingungen und der schlechten Bezahlung zu immer größeren Diskrepanzen zwischen den ausländischen Besitzern der Textilfabriken auf der einen Seite und den vorwiegend einheimischen Arbeitern auf der anderen Seite gekommen war, mündeten diese Anfang Dezember 1906 in einem großen Streik, der seinen negativen Höhepunkt am 7. Januar 1907 erreichte, als mehrere Arbeiter von porfirianischen Einsatztruppen erschossen wurden. Toriz gehörte zu einer Gruppe von Arbeiterinnen, die ebenfalls die Arbeit niedergelegt hatten und die streikenden Arbeiter vor den Werkstoren mit Nahrung versorgten, die dort rund um die Uhr ausharrten, um zu verhindern, dass Streikbrecher die Arbeit aufnehmen konnten.
Als es am 7. Januar 1907 zu mehreren Todesfällen kam, die das Ende des Streiks einläuteten, gelang es Toriz durch ihr beredsames Auftreten, ein regelrechtes Massaker an den Streikenden zu verhindern. Sie trat den Einsatzkräften entgegen und berichtete vom Hunger der Menschen, der Ungerechtigkeit und der Armut, mit denen die Arbeiter der Textilfabriken jeden Tag konfrontiert waren. Sodann wandte sie sich an die anderen Streikteilnehmer und überzeugte sie von der Notwendigkeit, ihre Waffen niederzulegen.
In der Folgezeit kam es zu zahlreichen Verhaftungen. Toriz musste eine sechsmonatige Haftstrafe absitzen und wurde erst gegen Zahlung einer Kaution freigelassen. 1936 wurde Toriz vom Centro de Mujeres Proletarias de México und 1957 von der Gewerkschaft von Rio Blanco ausgezeichnet.